# Bryum laevifilum
Bryum laevifilum är en bladmossart som beskrevs av Syed 1973. Bryum laevifilum ingår i släktet bryummossor, och familjen Bryaceae. Inga underarter finns listade i Catalogue of Life.